# Candezea franzkrappi
Candezea franzkrappi là một loài bọ cánh cứng trong họ Chrysomelidae. Loài này được Wagner & Kurtscheid miêu tả khoa học năm 2005.